# Olga Gorgoni
Olga Gorgoni (Bomba, 1922 – San Giorgio La Molara, 28 febbraio 1954) è stata un'attrice italiana.

## Biografia
Si affermò sul grande schermo nel 1947 con il film Un mese d'onestà di Domenico Gambino, poi in Se fossi deputato (1949) di Giorgio Simonelli, e quindi in L'ultimo perdono e in Delitto al luna park, di Renato Polselli, e infine in Piume al vento, diretto da Ugo Amadoro, ma la sua carriera finì con la morte prematura  a soli 32 anni.
La sera del 28 febbraio 1954 l'attrice giunse a San Marco dei Cavoti (BN) per assistere alla proiezione dei due suoi ultimi lungometraggi (Delitto al luna park e Piume al vento) accompagnata dal produttore Tullio Bucci, titolare della Bucci Film. 
Al termine della serata i due raggiunsero il vicino comune di San Giorgio la Molara per pernottare, ma nottetempo trovarono la morte per asfissia dovuta alle esalazioni del monossido di carbonio prodotte da una stufetta.
Fu la madre del fotografo Gianfranco Gorgoni.

## Filmografia
- Un mese d'onestà, regia di Domenico Gambino  (1947)
- Se fossi deputato, regia di Giorgio Simonelli (1949)
- Piume al vento, regia di Ugo Amadoro (1951)
- L'ultimo perdono, regia di Renato Polselli (1952)
- Delitto al luna park, regia di Renato Polselli  (1952)